# Iscrizioni di Nazareth e del Sinai
Le iscrizioni georgiane di Nazareth e del Sinai (in georgiano ნაზარეთის და სინაის ქართული გრაფიტი?) sono le antiche iscrizioni dei pellegrini georgiani scritte nell'antico alfabeto georgiano Asomtavruli trovate a Nazareth e sul Monte Sinai. Gli scavi furono effettuati sotto la guida dell'archeologo italiano e sacerdote francescano Bellarmino Bagatti dal 1955 al 1960. Il pellegrinaggio georgiano verso la Terra Santa iniziò a partire dal V secolo, e raggiunse anche i santuari più lontani.

## Iscrizioni

### Iscrizioni di Nazareth
I graffiti georgiani di Nazareth sono mal conservati e di natura frammentaria. Delle quattro iscrizioni, solo una può essere decifrata come una frase completa composta dalle quattro parole abbreviate:
Traduzione: "Apostolo Paolo" 
Traduzione: "A" 
Traduzione: "K" 
Traduzione: "Gesù Cristo, abbi pietà di Giorgi".

### Iscrizioni del Sinai
Nel Sinai sono state scoperte dodici iscrizioni georgiane. Furono lasciate dai pellegrini diretti ai santuari del Sinai o sulla via di ritorno. Iscrizioni georgiane del Sinai sono state scoperte nelle aree di Wadi Mukattab e Wadi Haggag, le principali rotte del traffico di pellegrini nel periodo bizantino e primo islamico. La maggior parte di queste iscrizioni georgiane sono scolpite in luoghi relativamente bassi e facilmente accessibili. Le lettere sono generalmente piccole, di dimensioni non superiori a pochi centimetri, e anche la più grande delle iscrizioni con le sue lettere alte 12 cm non è di carattere monumentale.
Traduzione: "Gesù Cristo, abbi pietà di Zosime". 
Traduzione: "Gesù Cristo, abbi pietà del tuo monaco". 
Traduzione: "Santo Sinai, abbi pietà di me, o santo". 
Traduzione: "Grandezza, Amen". 
Traduzione: "O, Signore, abbi pietà di Miski, abbi pietà del frutto(?) di Gabriel". 
Traduzione: "Per la preghiera" (? ) 
Traduzione: "Grigol"

## Datazione
Le iscrizioni georgiane sono state trovate incise, insieme alle lettere greche, siriache, latine e armene, su intonaco nei resti di un antico santuario scoperto sotto i pavimenti a mosaico di una chiesa bizantina in rovina e datati da Joan E. Taylor al periodo tra il 340 e 427. I reperti georgiani sono stati studiati e pubblicati dallo storico e linguista georgiano Zaza Aleksidze. Tutti questi reperti sono conservati al Museo Francescano vicino alla Chiesa greco-ortodossa dell'Annunciazione.
Insieme alle iscrizioni georgiane di Bir el Qutt trovate nel deserto della Giudea, le iscrizioni sono le più antiche iscrizioni georgiane esistenti.  Illustrano il primo pellegrinaggio dei cristiani georgiani in Terra Santa poco dopo la cristianizzazione dell'Iberia. Inoltre, Werner Seibt suggerisce che la scrittura georgiana potrebbe essere stata inventata nell'area siro-palestinese dai monaci georgiani espatriati. Potrebbero essere stati sostenuti nel loro sforzo dai loro connazionali aristocratici di alto rango come Bacurio d'Iberia, un comandante bizantino in Palestina.